# Élections municipales de 2014 à Mulhouse
Pour un article plus général, voir Élections municipales de 2014 dans le Haut-Rhin.
Pour les articles homonymes, voir Élections municipales à Mulhouse.
Les élections municipales ont eu lieu les 23 et 30 mars 2014 à Mulhouse.

## Mode de scrutin
Le mode de scrutin à Mulhouse est celui des villes de plus de 1 000 habitants : la liste arrivée en tête obtient la moitié des 55 sièges du conseil municipal. Le reste est réparti à la proportionnelle entre toutes les listes ayant obtenu au moins 5 % des suffrages exprimés. Un deuxième tour est organisé si aucune liste n'atteint la majorité absolue et au moins 25 % des inscrits au premier tour. Seules les listes ayant obtenu aux moins 10 % des suffrages exprimés peuvent s'y présenter. Les listes ayant obtenu au moins 5 % des suffrages exprimés peuvent fusionner avec une liste présente au second tour.

## Contexte

### Contexte électoral
| Scrutin             | Circ.               | 1er tour | 1er tour | 1er tour | 1er tour | 1er tour | 1er tour | 1er tour | 1er tour | 1er tour | 1er tour | 1er tour | 1er tour | 2d tour     | 2d tour     | 2d tour     | 2d tour     | 2d tour     | 2d tour     | 2d tour     | 2d tour     | 2d tour     |
| Scrutin             | Circ.               | 1er      | 1er      | %        | 2e       | 2e       | %        | 3e       | 3e       | %        | 4e       | 4e       | %        | 1er         | 1er         | %           | 2e          | 2e          | %           | 3e          | 3e          | %           |
| ------------------- | ------------------- | -------- | -------- | -------- | -------- | -------- | -------- | -------- | -------- | -------- | -------- | -------- | -------- | ----------- | ----------- | ----------- | ----------- | ----------- | ----------- | ----------- | ----------- | ----------- |
| Municipales 2008    | Municipales 2008    |          | LGM      | 40,35 %  |          | PS       | 32,34 %  |          | FN       | 10,31 %  |          | MPF      | 7,75 %   |             | LGM         | 43,16 %     |             | PS          | 42,57 %     |             | FN          | 14,27 %     |
| Européennes 2009    | Européennes 2009    |          | UMP      | 26,53 %  |          | EE       | 18,07 %  |          | PS       | 16,11 %  |          | FN       | 9,92 %   | tour unique | tour unique | tour unique | tour unique | tour unique | tour unique | tour unique | tour unique | tour unique |
| Régionales 2010     | Régionales 2010     |          | UMP      | 24,17 %  |          | PS       | 23,13 %  |          | FN       | 19,17 %  |          | EE       | 15,04 %  |             | PS          | 47,05 %     |             | UMP         | 35,16 %     |             | FN          | 17,79 %     |
| Présidentielle 2012 | Présidentielle 2012 |          | PS       | 30,81 %  |          | UMP      | 26,19 %  |          | FN       | 17,50 %  |          | FG       | 10,76 %  |             | PS          | 52,30 %     |             | UMP         | 47,70 %     | pas de 3e   | pas de 3e   | pas de 3e   |
| Législatives 2012   | 5e                  |          | PS       | 41,72 %  |          | UMP      | 32,30 %  |          | FN       | 15,57 %  |          | EELV     | 3,25 %   |             | PS          | 53,84 %     |             | UMP         | 46,16 %     | pas de 3e   | pas de 3e   | pas de 3e   |
| Législatives 2012   | 6e                  |          | PS       | 39,77 %  |          | NC       | 24,68 %  |          | FN       | 23,06 %  |          | FG       | 3,87 %   |             | PS          | 47,91 %     |             | NC          | 30,31 %     |             | FN          | 21,78 %     |

### Enjeux
Jean Rottner a été élu maire de Mulhouse par le conseil municipal en 2010. C'est la première fois qu'il affronte les urnes. De plus, Mulhouse était détenu par la gauche depuis 1989.

## Sondages

### Premier tour
| Sondeur    | Date          | Panel | LO     | PCF        | PS         | UMP     | FN     | DIV |
| Sondeur    | Date          | Panel | Wostyn | Parmentier | Freyburger | Rottner | Binder |     |
| ---------- | ------------- | ----- | ------ | ---------- | ---------- | ------- | ------ | --- |
| Sondeur    | Date          | Panel |        |            |            |         |        |     |
| TNS-Sofres | décembre 2013 | 600   | 3 %    | 5 %        | 36-37 %    | 35-36 % | 18 %   | 2 % |

### Second tour
| Sondeur    | Date          | Panel | PS         | UMP     | FN     |
| Sondeur    | Date          | Panel | Freyburger | Rottner | Binder |
| ---------- | ------------- | ----- | ---------- | ------- | ------ |
| Sondeur    | Date          | Panel |            |         |        |
| TNS-Sofres | décembre 2013 | 600   | 42 %       | 40 %    | 18 %   |

## Résultats
- Maire sortant : Jean Rottner (UMP)
- 55 sièges à pourvoir (population légale 2011 : 110 351 habitants)

| |                   |                   |              |              |             |             |        |        |  |
| Tête de liste | Tête de liste     | Liste             | Premier tour | Premier tour | Second tour | Second tour | Sièges | Sièges |  |
| Tête de liste | Tête de liste     | Liste             | Voix         | %            | Voix        | %           | CM     | CC     |  |
| | Jean Rottner *    | UMP               | 10 406       | 42,17        | 12 171      | 45,77       | 41     | 26     |  |
| En avant Mulhouse avec Jean Rottner                                                                                        |                   |                   | 10 406       | 42,17        | 12 171      | 45,77       | 41     | 26     |  |
| | Pierre Freyburger | PS-PRG-EELV-MoDem | 7 747        | 31,39        | 9 751       | 36,67       | 10     | 7      |  |
| Liste de rassemblement soutenue par le Parti socialiste, Europe Écologie Les Verts, le prg et les élus centristes du MoDem |                   |                   | 7 747        | 31,39        | 9 751       | 36,67       | 10     | 7      |  |
| | Martine Binder    | FN                | 5 392        | 21,85        | 4 667       | 17,55       | 4      | 3      |  |
| Mulhouse ensemble |                   |                   | 5 392        | 21,85        | 4 667       | 17,55       | 4      | 3      |  |
| | Aline Parmentier  | PCF               | 754          | 3,06         |             |             |        |        |  |
| Mulhouse à gauche. L'humain d'abord                                                                                        |                   |                   | 754          | 3,06         |             |             |        |        |  |
| | Julien Wostyn     | LO                | 378          | 1,53         |             |             |        |        |  |
| Lutte ouvrière faire entendre le camp des travailleurs                                                                     |                   |                   | 378          | 1,53         |             |             |        |        |  |
| |                   |                   |              |              |             |             |        |        |  |
| Inscrits | Inscrits          | Inscrits          | 55 628       | 100,00       | 55 628      | 100,00      |        |        |  |
| Abstentions | Abstentions       | Abstentions       | 29 609       | 53,23        | 27 929      | 50,21       |        |        |  |
| Votants | Votants           | Votants           | 26 019       | 46,77        | 27 699      | 49,79       |        |        |  |
| Blancs et nuls | Blancs et nuls    | Blancs et nuls    | 1 342        | 5,16         | 1 110       | 2,00        |        |        |  |
| Exprimés | Exprimés          | Exprimés          | 24 677       | 94,84        | 26 589      | 47,80       |        |        |  |
| * Liste du maire sortant                                                                                                   |                   |                   |              |              |             |             |        |        |  |

## Composition du conseil municipal
| Liste            | Rang | Élus                    | M2A |
| ---------------- | ---- | ----------------------- | --- |
| Liste Binder     | 01   | Martine Binder          | Oui |
| Liste Binder     | 02   | Patrice Zurcher         | Oui |
| Liste Binder     | 03   | Karine Luttringer       | Oui |
| Liste Binder     | 04   | Patrick Binder          |     |
| Liste Rottner    | 01   | Jean Rottner            | Oui |
| Liste Rottner    | 02   | Michèle Lutz            | Oui |
| Liste Rottner    | 03   | Philippe Trimaille      | Oui |
| Liste Rottner    | 04   | Fatima Jenn             | Oui |
| Liste Rottner    | 05   | Jean-Marie Bockel       | Oui |
| Liste Rottner    | 06   | Lara Million            | Oui |
| Liste Rottner    | 07   | Patrick Puledda         | Oui |
| Liste Rottner    | 08   | Catherine Rapp          | Oui |
| Liste Rottner    | 09   | Ayoub Bila              | Oui |
| Liste Rottner    | 10   | Chantal Risser          | Oui |
| Liste Rottner    | 11   | Rémy Dantzer            | Oui |
| Liste Rottner    | 12   | Anne Catherine Goetz    | Oui |
| Liste Rottner    | 13   | Alain Couchot           | Oui |
| Liste Rottner    | 14   | Nathalie Motte          | Oui |
| Liste Rottner    | 15   | Thierry Nicolas         | Oui |
| Liste Rottner    | 16   | Nour Bouamaied          | Oui |
| Liste Rottner    | 17   | Paul-André Striffler    | Oui |
| Liste Rottner    | 18   | Isabelle Kuntz          | Oui |
| Liste Rottner    | 19   | Denis Rambaud           | Oui |
| Liste Rottner    | 20   | Sylvie Grisey           | Oui |
| Liste Rottner    | 21   | Paul Quin               | Oui |
| Liste Rottner    | 22   | Annette Bour            | Oui |
| Liste Rottner    | 23   | Philippe Maitreau       | Oui |
| Liste Rottner    | 24   | Michèle Striffler       | Oui |
| Liste Rottner    | 25   | Jean-Pierre Walter      | Oui |
| Liste Rottner    | 26   | Maryvonne Buchert       | Oui |
| Liste Rottner    | 27   | Roland Chaprier         |     |
| Liste Rottner    | 28   | Nasira Guehama          |     |
| Liste Rottner    | 29   | Michel Samuel-Weis      |     |
| Liste Rottner    | 30   | Sara Marguier           |     |
| Liste Rottner    | 31   | Azzedine Boufrioua      |     |
| Liste Rottner    | 32   | Vanessa Aubert          |     |
| Liste Rottner    | 33   | Henri Metzger           |     |
| Liste Rottner    | 34   | Cécile Sornin           |     |
| Liste Rottner    | 35   | Christophe Steger       |     |
| Liste Rottner    | 36   | Kadiatou Diabira        |     |
| Liste Rottner    | 37   | Michel Bourguet         |     |
| Liste Rottner    | 38   | Marie Corneille         |     |
| Liste Rottner    | 39   | Beytullah Beyaz         |     |
| Liste Rottner    | 40   | Claude Gardou           |     |
| Liste Rottner    | 41   | Philippe d'Orelli       |     |
| Liste Freyburger | 01   | Pierre Freyburger       | Oui |
| Liste Freyburger | 02   | Malika Ben M'Barek      | Oui |
| Liste Freyburger | 03   | Dominique Caprili       | Oui |
| Liste Freyburger | 04   | Pascale Cléo Schweitzer | Oui |
| Liste Freyburger | 05   | Bernard Stoessel        | Oui |
| Liste Freyburger | 06   | Claudine Da Silva       | Oui |
| Liste Freyburger | 07   | Thierry Sother          | Oui |
| Liste Freyburger | 08   | Djamila Sonzogni        |     |
| Liste Freyburger | 09   | Darek Szuster           |     |
| Liste Freyburger | 10   | Emmanuelle Suarez       |     |

## Élection du maire le 5 avril 2014
Au 1er tour un 56e bulletin a été comptabilisé avec un smiley dessiné dessus, il a alors fallu procédé à un 2d tour dont voici les résultats.
|            | Jean Rottner | UMP        | 41 |  |  |  |  |  |
|            |              |            |    |  |  |  |  |  |
| Inscrits   | Inscrits     | Inscrits   | 55 |  |  |  |  |  |
| Abstention | Abstention   | Abstention | 0  |  |  |  |  |  |
| Votants    | Votants      | Votants    | 55 |  |  |  |  |  |
| Blancs     | Blancs       | Blancs     | 14 |  |  |  |  |  |
| Exprimés   | Exprimés     | Exprimés   | 41 |  |  |  |  |  |

## Anecdotes
- À la suite de la réélection de Bockel et de Rottner, le conseil municipal est composé de 2 maires comme entre 2010 et 2014.
- Entrée au conseil municipal de Michèle Lutz, future maire de Mulhouse (depuis 2017), élue sur la liste Rottner (2e position).

## Le conseil municipal de 2014 à 2020

### Élection du maire le 3 novembre 2017
À la suite de l'élection de Jean Rottner au poste de président du conseil régional du Grand Est, Michèle Lutz devient maire par intérim le 20.10.2017 jusqu'à l'élection le 3 novembre où elle est candidate.
|             | Michèle Lutz | LR          | 43 |  |  |  |  |  |
|             |              |             |    |  |  |  |  |  |
| Inscrits    | Inscrits     | Inscrits    | 55 |  |  |  |  |  |
| Non votants | Non votants  | Non votants | 2  |  |  |  |  |  |
| Votants     | Votants      | Votants     | 49 |  |  |  |  |  |
| Blancs      | Blancs       | Blancs      | 6  |  |  |  |  |  |
| Exprimés    | Exprimés     | Exprimés    | 43 |  |  |  |  |  |

### Composition du conseil municipal
| Liste      | Rang | Élus                    | M2A | Groupe                            | Notes                                                           |
| ---------- | ---- | ----------------------- | --- | --------------------------------- | --------------------------------------------------------------- |
| Binder     | 01   | Martine Binder          | Oui | Non-Inscrits                      |                                                                 |
| Binder     | 02   | Patrice Zurcher         | Oui | Non-Inscrits                      |                                                                 |
| Binder     | 03   | Karine Luttringer       | Oui | Non-Inscrits                      |                                                                 |
| Binder     | 04   | Patrick Binder          |     | Non-Inscrits                      | Remplace Zurcher comme conseiller M2A dès 2014                  |
| Rottner    | 01   | Jean Rottner            | Oui | En avant Mulhouse                 |                                                                 |
| Rottner    | 02   | Michèle Lutz            | Oui | En avant Mulhouse                 |                                                                 |
| Rottner    | 03   | Philippe Trimaille      | Oui | En avant Mulhouse                 |                                                                 |
| Rottner    | 04   | Fatima Jenn             | Oui | En avant Mulhouse                 |                                                                 |
| Rottner    | 05   | Jean-Marie Bockel       | Oui | En avant Mulhouse                 |                                                                 |
| Rottner    | 06   | Lara Million            | Oui | En avant Mulhouse                 |                                                                 |
| Rottner    | 07   | Patrick Puledda         | Oui | En avant Mulhouse                 |                                                                 |
| Rottner    | 08   | Catherine Rapp          | Oui | En avant Mulhouse                 |                                                                 |
| Rottner    | 09   | Ayoub Bila              | Oui | En avant Mulhouse                 |                                                                 |
| Rottner    | 10   | Chantal Risser          | Oui | En avant Mulhouse                 |                                                                 |
| Rottner    | 11   | Rémy Dantzer            | Oui | En avant Mulhouse                 |                                                                 |
| Rottner    | 12   | Anne Catherine Goetz    | Oui | En avant Mulhouse                 |                                                                 |
| Rottner    | 13   | Alain Couchot           | Oui | En avant Mulhouse                 |                                                                 |
| Rottner    | 14   | Nathalie Motte          | Oui | En avant Mulhouse                 |                                                                 |
| Rottner    | 15   | Thierry Nicolas         | Oui | En avant Mulhouse                 |                                                                 |
| Rottner    | 16   | Nour Bouamaied          | Oui | En avant Mulhouse                 |                                                                 |
| Rottner    | 17   | Paul-André Striffler    | Oui | En avant Mulhouse                 |                                                                 |
| Rottner    | 18   | Isabelle Kuntz          | Oui |                                   | Démissionne en 2014, remplacée par Saadia Zagaoui (42e place)   |
| Rottner    | 19   | Denis Rambaud           | Oui | En avant Mulhouse                 |                                                                 |
| Rottner    | 20   | Sylvie Grisey           | Oui | En avant Mulhouse                 |                                                                 |
| Rottner    | 21   | Paul Quin               | Oui | En avant Mulhouse                 |                                                                 |
| Rottner    | 22   | Annette Bour            | Oui | En avant Mulhouse                 |                                                                 |
| Rottner    | 23   | Philippe Maitreau       | Oui | En avant Mulhouse                 |                                                                 |
| Rottner    | 24   | Michèle Striffler       | Oui | En avant Mulhouse                 |                                                                 |
| Rottner    | 25   | Jean-Pierre Walter      | Oui | En avant Mulhouse                 |                                                                 |
| Rottner    | 26   | Maryvonne Buchert       | Oui | En avant Mulhouse                 |                                                                 |
| Rottner    | 27   | Roland Chaprier         |     | En avant Mulhouse                 | Conseiller de M2A depuis le 09.01.2017 (extension de M2A)       |
| Rottner    | 28   | Nasira Guehama          |     | En avant Mulhouse                 | Conseillère de M2A depuis le 26.09.2014 à la place de Kuntz     |
| Rottner    | 29   | Michel Samuel-Weis      |     | En avant Mulhouse                 | Conseiller de M2A depuis le 09.01.2017 (extension de M2A)       |
| Rottner    | 30   | Sara Marguier           |     | En avant Mulhouse                 | Conseillère de M2A depuis le 09.01.2017 (extension de M2A)      |
| Rottner    | 31   | Azzedine Boufrioua      |     | En avant Mulhouse                 |                                                                 |
| Rottner    | 32   | Vanessa Aubert          |     | En avant Mulhouse                 |                                                                 |
| Rottner    | 33   | Henri Metzger           |     | En avant Mulhouse                 |                                                                 |
| Rottner    | 34   | Cécile Sornin           |     | En avant Mulhouse                 | Conseillère de M2A depuis le 09.01.2017 (extension de M2A)      |
| Rottner    | 35   | Christophe Steger       |     | En avant Mulhouse                 |                                                                 |
| Rottner    | 36   | Kadiatou Diabira        |     | En avant Mulhouse                 |                                                                 |
| Rottner    | 37   | Michel Bourguet         |     | En avant Mulhouse                 |                                                                 |
| Rottner    | 38   | Marie Corneille         |     | En avant Mulhouse                 |                                                                 |
| Rottner    | 39   | Beytullah Beyaz         |     | En avant Mulhouse                 |                                                                 |
| Rottner    | 40   | Claude Gardou           |     | En avant Mulhouse                 |                                                                 |
| Rottner    | 41   | Philippe d'Orelli       |     | En avant Mulhouse                 |                                                                 |
| Rottner    | 42   | Saadia Zagaoui          |     | En avant Mulhouse                 | Remplace Kuntz depuis 2014                                      |
| Freyburger | 01   | Pierre Freyburger       | Oui |                                   | Démissionne en 2015, remplacé par Hasan Binici (11e place)      |
| Freyburger | 02   | Malika Ben M'Barek      | Oui | Mulhouse solidaire et fraternelle |                                                                 |
| Freyburger | 03   | Dominique Caprili       | Oui | Mulhouse solidaire et fraternelle |                                                                 |
| Freyburger | 04   | Pascale Cléo Schweitzer | Oui | Mulhouse positive                 |                                                                 |
| Freyburger | 05   | Bernard Stoessel        | Oui | Mulhouse positive                 |                                                                 |
| Freyburger | 06   | Claudine Da Silva       | Oui | Mulhouse solidaire et fraternelle |                                                                 |
| Freyburger | 07   | Thierry Sother          | Oui | Mulhouse solidaire et fraternelle |                                                                 |
| Freyburger | 08   | Djamila Sonzogni        |     | Mulhouse positive                 |                                                                 |
| Freyburger | 09   | Darek Szuster           |     | Mulhouse positive                 | Conseiller de M2A depuis le 25.06.2015 à la place de Freyburger |
| Freyburger | 10   | Emmanuelle Suarez       |     | Mulhouse positive                 | Conseillère de M2A depuis le 09.01.2017 (extension de M2A)      |
| Freyburger | 11   | Hasan Binici            |     | Mulhouse solidaire et fraternelle | Remplace Freyburger depuis 2015                                 |

### Équipe municipale

#### Conduite par Rottner (2014-2017)
| Poste        | Titulaire            | Parti | Parti | Notes                  |
| ------------ | -------------------- | ----- | ----- | ---------------------- |
| Maire        | Jean Rottner         |       | UMP   |                        |
| 1re adjointe | Michèle Lutz         |       | DVD   |                        |
| 2e adjoint   | Philippe Trimaille   |       | UDI   |                        |
| 3e adjointe  | Fatima Jenn          |       | UDI   |                        |
| 4e adjoint   | Paul Quin            |       | UDI   |                        |
| 5e adjointe  | Chantal Risser       |       | UDI   |                        |
| 6e adjoint   | Thierry Nicolas      |       | UMP   |                        |
| 7e adjointe  | Catherine Rapp       |       | UMP   |                        |
| 8e adjoint   | Roland Chaprier      |       | UMP   |                        |
| 9e adjointe  | Maryvonne Buchert    |       | UMP   |                        |
| 10e adjoint  | Philippe Maitreau    |       | UDI   |                        |
| 11e adjointe | Sylvie Grisey        |       | UDI   |                        |
| 12e adjointe | Nathalie Motte       |       | UMP   |                        |
| 13e adjoint  | Michel Samuel-Weis   |       | UDI   |                        |
| 14e adjointe | Anne Catherine Goetz |       | DVD   |                        |
| 15e adjoint  | Alain Couchot        |       | UMP   |                        |
| 16e adjointe | Nour Bouamaied       |       | UDI   | Démissionne            |
| 16e adjointe | Ayoub Bila           |       | UDI   | À partir du 26.01.2017 |
| 17e adjoint  | Patrick Puledda      |       | UDI   | Démissionne            |
| 17e adjoint  | Cécile Sornin        |       | SE    | À partir du 27.05.2016 |
| 18e adjoint  | Paul-André Striffler |       | MEI   | À partir du 23.03.2017 |

#### Conduite par Lutz (depuis 2017)
| Poste        | Titulaire            | Parti | Parti | Notes                   |
| ------------ | -------------------- | ----- | ----- | ----------------------- |
| Maire        | Michèle Lutz         |       | LR    |                         |
| 1er adjoint  | Jean Rottner         |       | LR    |                         |
| 2e adjointe  | Fatima Jenn          |       | UDI   | Cessation le 18.10.2018 |
| 3e adjoint   | Alain Couchot        |       | LR    |                         |
| 4e adjointe  | Chantal Risser       |       | UDI   |                         |
| 5e adjoint   | Philippe Trimaille   |       | UDI   |                         |
| 6e adjointe  | Catherine Rapp       |       | LR    |                         |
| 7e adjoint   | Paul Quin            |       | UDI   |                         |
| 8e adjointe  | Anne Catherine Goetz |       | DVD   |                         |
| 9e adjoint   | Thierry Nicolas      |       | LR    |                         |
| 10e adjointe | Nathalie Motte       |       | LR    |                         |
| 11e adjoint  | Roland Chaprier      |       | LR    | Démissionne             |
| 11e adjoint  | Christophe Steger    |       | MoDem | À partir du 24.05.2018  |
| 12e adjointe | Sylvie Grisey        |       | UDI   |                         |
| 13e adjoint  | Philippe Maitreau    |       | UDI   |                         |
| 14e adjointe | Maryvonne Buchert    |       | LR    |                         |
| 15e adjoint  | Michel Samuel-Weis   |       | UDI   |                         |
| 16e adjointe | Cécile Sornin        |       | SE    |                         |
| 17e adjoint  | Ayoub Bila           |       | UDI   |                         |
| 18e adjointe | Nour Bouamaied       |       | UDI   |                         |
| 19e adjoint  | Paul-André Striffler |       | MEI   |                         |